# Peinture de Tanjore

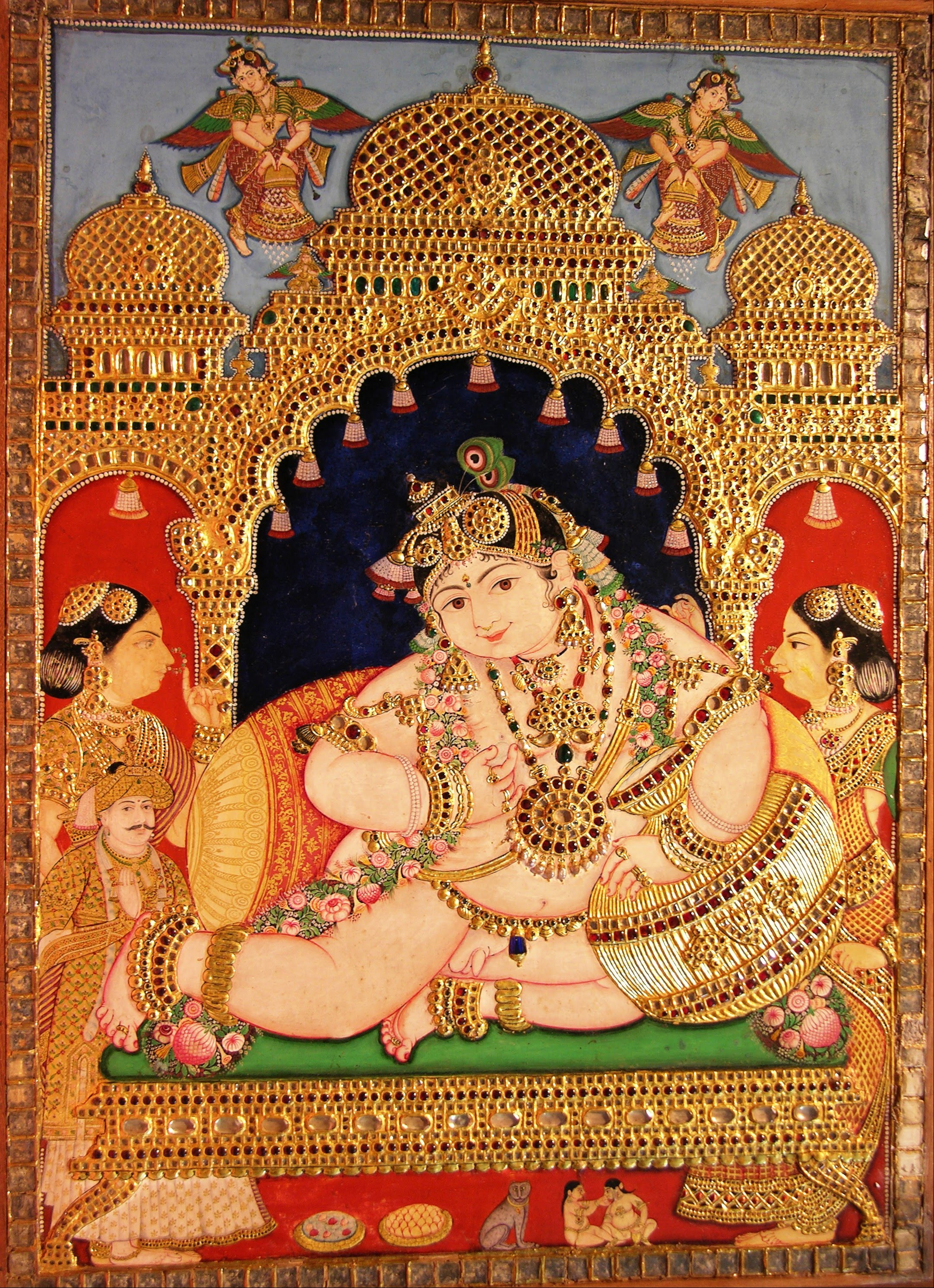
Navaneeta Krishna, l'enfant Gopala avec une jarre de beurre frais. Peinture datée à la seconde moitié du XIXe siècle. Musée national (New Delhi).

La peinture de Tanjore (en tamoul formel : தஞ்சாவூர் ஓவியம் (tañjāvūr ōviyam), en télougou : తంజావూరు చిత్రకళ (tañjāvūru citrakaḷa), en marathe : तंजावर चित्रकला (tañjāvar citrakalā)) ou l'École de Tanjore est une forme importante de peinture classique d'Inde du sud née dans la ville de Tanjavûr (ou Tanjore) dans l'État du Tamil Nadu.
Cette forme d'art remonte à environ 1600 ap. J.-C., une période où les différentes dynasties Nayaks à travers le sud de l'Inde ont encouragé l'art, principalement la danse, la musique classique ainsi que la littérature en télougou et en tamoul. Le lent déclin du Royaume de Vijayanagara, faisant suite à la bataille de Talikota en 1565, entraîne la dispersion progressive des artistes et artisans autrefois patronnés par celui-ci, dans l'Inde centrale et méridionale. Ces communautés s'installent notamment dans les puissants royaumes naïck du sud, où ils parviennent à trouver de nouveaux mécènes. L'école de Tanjore s'inscrit ainsi en continuité avec la tradition picturale vijayanagarie, formant un des trois styles descendants de celle-ci, avec les écoles de Mysore et de Surpur. Les peintures de Tanjore sont connues pour leur richesse, des couleurs vives et une composition compacte. Essentiellement tournés vers une iconographie religieuse, les thèmes de la plupart des tableaux sont des dieux et déesses hindous ainsi que des saints. Le style connaît une nouvelle période de faste sous les maharadjahs marathes (la région de Tanjore formant un royaume marathe du XVIIe siècle au XIXe siècle), encore déterminant aujourd'hui, avec un développement de l'iconographie profane, notamment autour des scènes de cours, des portraits, etc. et l'évolution vers de nouvelles techniques et de nouveaux supports, comme la peinture sur verre.  
La peinture de Tanjore est généralement faite sur des panneaux de bois massif, ce qui explique son appellation de "palagai padam" (en tamoul : பலகை படம் ; de palagai, « planche de bois » et padam, « image » ou « icône » ; « Peinture sur panneau » en français) dans le jargon local. Actuellement, ces tableaux sont très prisés dans le sud de l'Inde comme souvenir lors de fêtes, pour décorer les murs des maisons ou par des collectionneurs et amateurs d'art, en plus de leur usage traditionnel en tant qu'icône de culte.
La réalisation des peintures de Tanjore comporte de nombreuses étapes. La première étape consiste à effectuer une esquisse de l'image sur un morceau de tissu collé sur du bois. Ensuite, de la craie en poudre ou de l'oxyde de zinc est mélangé avec une colle soluble dans l'eau qui est appliquée sur le tissu. Afin de rendre la toile lisse, un léger abrasif est parfois utilisé. Lorsque le dessin est réalisé, les décorations de la bijouterie et des vêtements représentés sur le tableau sont faites avec des pierres semi-précieuses. De la dentelle ou des fils sont également utilisées pour décorer les bijoux. En outre, des feuilles d'or sont parfois collées. Enfin, des colorants sont utilisés pour ajouter des couleurs aux personnages figurant sur les tableaux.